# Острова Люрики
Острова Люрики — группа из двух островов в архипелаге Земля Франца-Иосифа, Приморский район Архангельской области России.
Расположены в южной части архипелага на расстоянии 900 метров к югу от острова Мак-Клинтока.
Оба острова имеют вытянутую форму длиной не более 100 метров. Существенных возвышенностей на островах нет.